# 680 (tal)
680 är det naturliga heltal som följer 679 och följs av 681.

## Matematiska egenskaper
- 680 är ett jämnt tal.
- 680 är ett sammansatt tal.
- 680 är ett ymnigt tal.
- 680 är ett semiperfekt tal.
- 680 är ett Tetraedertal.
- 680 är ett Polygontal.
- 680 är ett praktiskt tal.
- 680 är ett glatt tal.

## Inom vetenskapen
- 680 Genoveva, en asteroid.